# Walter Schmidt (Fußballspieler, 1920)
Walter Schmidt (* 20. Oktober 1920) ist ein ehemaliger deutscher Fußballspieler, der in den frühen 1950er Jahren für die BSG Einheit Pankow in der höchsten Spielklasse der DDR, der Oberliga des DDR-Sportausschusses spielte.

## Sportliche Laufbahn
Am 13. Dezember 1950 wurde in Ost-Berlin die BSG Einheit Pankow gegründet. Im Mai 1950 übernahm sie einen Großteil der Fußballspieler, die zuvor für den VfB Pankow in der DS-Oberliga gespielt hatten. In der gerade abgelaufenen Saison 1950/51 war der VfB Tabellenletzter der Oberliga geworden und stand damit als Absteiger fest. Da auch die Mannschaft der Berliner SG Lichtenberg 47 auf einem Abstiegsplatz gelandet war, wäre Ost-Berlin in der Saison 1951/52 mit der SG Union Oberschöneweide nur noch mit einer Mannschaft vertreten gewesen. Nach Ansicht der DDR-Regierung war dies mit dem Image der „Hauptstadt der DDR“ nicht zu vertreten, deshalb wurde veranlasst, dass die BSG Einheit Pankow als zusätzliche Mannschaft in die Oberliga eingegliedert wurde. 
Da nicht alle VfB-Spieler den Wechsel zur Betriebssportgemeinschaft mitgemacht hatten, musste die BSG-Mannschaft mit zahlreichen neuen Spielern formiert werden. Zu ihnen gehörte auch der 31-jährige Walter Schmidt. Dass die Mannschaft nicht erstligatauglich war, erwies sich bereits beim ersten Punktspiel, das auf eigenem Platz gegen den Vorjahres-Neunten Motor Dessau mit 0:9 verloren wurde. Schmidt stieg erst im vierten Punktspiel ein, als die BSG Einheit bereits ein Torverhältnis von 2:13 aufwies. Auch mit Schmidt als rechtem Verteidiger trat keine Besserung ein, am Saisonende stand Einheit Pankow nach nur fünf Siegen in 36 Punktspielen und einem Torverhältnis von 38:94 am Ende der Oberligatabelle. Schmidt hatte sich zum Stammspieler etabliert und in 32 Punktspielen mitgewirkt.
Einen überraschenden Erfolg in seiner Fußballkarriere erlebte Schmidt mit dem Erreichen des Endspiels um den DDR-Fußballpokal 1952. Zwar hatte Einheit Pankow das Halbfinalspiel gegen Lok Stendal mit 0:1 verloren, die Stendaler wurden aber wegen des Mitwirkens eines nicht spielberechtigten Spielers disqualifiziert. So trat Einheit Pankow mit Rechtsverteidiger Walter Schmidt im Finale gegen Dynamo Dresden an, verlor aber chancenlos mit 0:3.
In der Saison 1952/53 spielte Schmidt mit Pankow in der zweitklassigen DDR-Liga. Danach gab es für ihn keine Rückkehr mehr in den Erstligafußball.